# Episodi di Soko 5113 (sesta stagione)
La sesta stagione della serie televisiva Soko 5113 è stata trasmessa in anteprima in Germania dalla ZDF tra il 5 gennaio 1987 e il 6 aprile 1987.
| nº | Titolo originale        | Titolo italiano | Prima TV Germania | Prima TV Italia |
| -- | ----------------------- | --------------- | ----------------- | --------------- |
| 1  | Der Neue                |                 | 5 gennaio 1987    |                 |
| 2  | Alles Vertrauenssache   |                 | 12 gennaio 1987   |                 |
| 3  | Roter Hahn              |                 | 19 gennaio 1987   |                 |
| 4  | Mord in der Schickeria  |                 | 26 gennaio 1987   |                 |
| 5  | Pizza-Connection        |                 | 2 febbraio 1987   |                 |
| 6  | Chirurg im Schußfeld    |                 | 9 febbraio 1987   |                 |
| 7  | Todsichere Methode      |                 | 16 febbraio 1987  |                 |
| 8  | Waffennarren            |                 | 23 febbraio 1987  |                 |
| 9  | Der vierte Mann         |                 | 2 marzo 1987      |                 |
| 10 | Supermarkt              |                 | 9 marzo 1987      |                 |
| 11 | Anna hat Angst          |                 | 16 marzo 1987     |                 |
| 12 | Der Helfer              |                 | 23 marzo 1987     |                 |
| 13 | Göttmann gibt nicht auf |                 | 30 marzo 1987     |                 |
| 14 | Frontenwechsel          |                 | 6 aprile 1987     |                 |